# 白武佳久
白武 佳久（しらたけ よしひさ、1960年5月6日 - ）は、長崎県出身の元プロ野球選手（投手）。

## 経歴

### プロ入り前
4人兄弟の末っ子として生まれる。佐世保市相浦中在学中、当初は陸上部に所属していたが、同校軟式野球部監督から勧誘を受け転部。本格的に野球を始める。
中学卒業後は自衛隊入隊の進路希望だったが、佐世保工OBで野球経験者である８歳上の次兄の説得を受け、佐世保工機械科に進学。次兄の口利きもあり同校硬式野球部に入部。
佐世保工業高では、エースとして1978年夏の甲子園に出場。しかし2回戦（初戦）で栗岡英智のいた中京高校に敗れた。
高校卒業後は首都大学野球連盟の伝統校日本体育大学へ進学。当時の首都大学野球リーグは原辰徳、津末英明らの強打線とエース井辺康二を擁する東海大学が席巻していたが、これを圧倒し2年の秋季リーグから3季連続優勝。1980年秋の第11回明治神宮野球大会決勝では大石大二郎、宮本賢治のいた亜細亜大学を破り優勝、初の大学日本一に輝いている。3年時は春季6勝、秋季5勝を挙げて優勝に貢献し2季連続でＭＶＰ、最優秀投手、ベストナインに選ばれた。1981年の第10回日米大学野球選手権大会日本代表に選出されている。しかし4年の春・秋季リーグでは、高野光ら投手陣の厚みを増した東海大に優勝を譲る。リーグ戦の通算成績は45試合に登板、26勝8敗、防御率1.71、259奪三振。
1982年のプロ野球ドラフト会議で広島東洋カープから2位指名を受け入団。背番号は18。指名されればどの球団でも行くつもりだったが、当時投手層が厚かった巨人と広島では登板機会が少ないと考え「できれば行きたくない球団」だったという
。また、大学4年シーズンには蓄積疲労から体調を崩し成績を落としていた事を鑑み、無指名の場合は社会人野球の三菱自動車川崎に進む事も決めていた。

### プロ入り後
入団当時広島東洋カープは、投手王国の時代で中継ぎが主だったが、ローテーションの谷間には先発登板もする便利な存在として活躍した。角度のある速球と落ちるボールに威力があり、非常に奪三振率が高い投手であった。
1983年は開幕２戦目の対阪神戦
（広島市民球場）に２番手でプロ初登板、真弓明信から本塁打を喫するなど1回1/3を6失点。4月21日の対巨人戦（平和台球場）にてリリーフで2回無安打無失点の好投を見せ、5月2日の対ヤクルト戦（広島市民球場）では先発出場し4安打2失点で完投、試合は5-2で広島が勝利しプロ初先発・初完投・初勝利となった。しかし当時の広島先発陣は層が厚く、初勝利の翌週には中継ぎに戻り、5月11日の巨人戦では1回2/3を2失点でプロ初黒星を喫した。先発リリーフ兼用の流動的な登板から調整に苦しみ6月下旬に2軍降格、1軍に戻る事なくルーキーイヤーを終えた。この年の1軍成績は13登板（4先発）2勝2敗防御率5.87。
1984年の1軍登板は7月中2回のリリーフ登板に留まった。
1985年は1軍成績10登板（1先発）1勝1敗1セーブ防御率3.64。
1986年はウエスタン・リーグで12勝3敗1セーブ、防御率2.44を記録し、最多勝と勝率1位を獲得した。1軍成績は24登板（17先発）4勝6敗、防御率3.78と出場機会が大幅に増えた。
1987年は4月17日の対巨人戦（後楽園）に先発、巨人打線を5安打に抑えプロ初完封勝利。同じシュートピッチャーとして憧れの存在であった西本聖と投げ合っての勝利だった。5月9日に先発した対ヤクルト戦（佐世保球場）では、当時現役メジャーリーガー助っ人として席巻していたボブ・ホーナーに２本塁打を喫するも試合は4-3で広島が勝ち、地元佐世保での凱旋登板を3失点完投勝利で飾った。。10月18日に先発登板した対巨人戦は、来年から東京ドームに変わる後楽園での、最後のセリーグ公式戦であった。広島4点リードの4回裏、巨人吉村禎章に対しフルカウントから投げた7球目が外れて四球となったが、コールが無いまま打席が続行され8球目で本塁打を喫した。原因は、カウント2-2の時にスコアボードに1-2と表示され、球審山本文男が打者吉村、捕手達川光男に一旦確認したところ達川がスコアボード表示を支持、本来のボールカウントから1球少ない状態で再開した為である。バッテリーは本来のカウントを把握していたが、与四球を嫌いあえて訂正しなかった結果、カウント4-2からの本塁打という珍プレーになった。試合は5-2で広島が勝利。最終的に1軍成績35登板（14先発）5勝4敗1セーブ防御率3.69、広島での最多登板シーズンで、印象的な試合も多かった。
1988年は24登板（15先発）5勝4敗、防御率は自己最高の2.89をマークした。。
1989年は山本浩二監督1年目で、新投手コーチ池谷公二郎と練習場の整備を巡り口論に発展、新ヘッドコーチ大下剛史の仲裁により白武が謝罪する形で和解する一幕があった。この年は23登板（17先発）4勝5敗、防御率3.53。シーズン終了後の日南秋季キャンプにてロッテオリオンズへのトレードを通告される。白武本人はキャンプ地での通告に当初は気分を害したが、大下ヘッドコーチの激励もあり前向きにチャンスと捉えるようになった。水面下の交渉でロッテ金田正一監督は川端順投手を希望したが折り合いが付かず、替わりに大下が推薦したのが白武だった。
1990年、前年オフに成立した高沢秀昭、水上善雄との大型トレードで高橋慶彦、杉本征使と共にロッテオリオンズに移籍。移籍会見では「お世話になったカープを去るのは辛いがチャンスだと思う」と発言した。移籍後の背番号は仁科時成の引退とコーチ就任（74に変更）で1年間空き番だった20となった。移籍1年目は主にリリーフで登板し、4月19日の対西武戦（西武球場）では先発小宮山悟を4回途中にリリーフ、4回1/3を無失点で移籍後初勝利。この年のオールスターゲームに、怪我で辞退したダイエー吉田豊彦の補充選手ながら初出場し、7月24日の第1戦（横浜スタジアム）で7-0の9回1死二塁に6番手で登板、打者2人を無安打無失点に抑え試合を締めた。シーズン終盤10月17日の対近鉄戦（藤井寺球場）に先発し6安打2失点完投勝利、規定投球回数未満ながら自身初の2桁勝利（10勝はチームトップタイ、貯金はその年のチーム最多）を挙げた(10勝中8勝がリリーフで挙げた勝ち星だったが白武が勝利投手になった試合の内6勝は先発投手よりイニングを投げていた)。26登板（4先発）10勝4敗3セーブ防御率3.33。
1991年は抑えでも活躍。37登板（4先発）、1勝6敗8セーブ。好不調の波が激しく防御率は4.59に跳ね上がった。
1992年は監督が八木沢荘六、本拠地が千葉マリンスタジアムに替わり、主に中継ぎで38登板（1先発）6勝3敗防御率4.55。プロ最多登板の年だった。
1993年、9月19日のダイエー戦（千葉）で6回途中から3番手で登板。2回1/3を無失点で勝利投手になり、この年唯一の白星を挙げ結果的に現役ラストの通算39勝目になった。24登板（7先発）1勝2敗防御率4.91。
1994年からは肘の故障により一軍登板がなかった。
1995年は肘が良化しアリゾナキャンプに参加したものの、開幕後はボビー・バレンタイン監督率いる一軍から呼ばれなかった。白武は後年「アリゾナキャンプには行ったんですけどね。もう力不足だったかもしれないです。バレンタイン監督が“球が速い順に使う”とか言い出したから、34とかになって若いヤツと同じように投げられるかって反抗もしていたんですけどね」と語っており、バレンタイン監督とはそりが合わなかった。唯一、6月中に球団GM輔佐から声を掛けられ福岡遠征に打撃投手として帯同、それがロッテで最後の“一軍”だった。二軍戦には出場しており、ロッテ最終登板はイースタン・リーグのヤクルト戦で、ホームランを被弾した。オフにロッテを自由契約、白武はこれを機に現役引退するつもりだったが、広島東洋カープからスカウト就任の打診を受けこれを快諾、後にスカウト就任前に選手として復帰する話に発展し、由宇練習場で入団テストを受け合格。現役続行する事となった。
1996年、前述の経緯で古巣広島に復帰した。背番号は43。開幕1軍入りを果たし、4月5日の開幕戦（対中日、広島市民球場）、2-2の延長10回1死から4番手で復帰後初登板し1/3を無失点、試合は広島のサヨナラ勝ちだった。その後も中継ぎとしてチームを支えたが、9月17日の対ヤクルト戦（神宮）に現役最終登板、1-5の6回に3番手で登板して2/3を無失点。試合後川端順一軍投手コーチに、後進に登板機会を譲る旨を伝えスカウト業に向けての準備に入り、シーズンオフに引退。現役最終年は26登板0勝2敗防御率3.64。通算成績282登板39勝39敗13セーブ防御率3.89。

### 引退後
引退後の1997年から球団スカウトに就任。その後スカウト部長も務め、2024年からスカウト統括部長に就いた。
白武がスカウトに就任した当時の広島スカウト陣は個性派揃いで、仕事面ではお互い邪魔をしないが個々の協調性が薄く（そんな面々を松田元オーナーがまとめていた）、綿密な新人指導もなかったので、新人スカウト時代の白武は基礎知識の習得と人間関係に苦労したという。その様な中、自身の入団担当スカウトでもあった苑田聡彦に随行する機会から多くを学んだ。
スカウトとして一番最初に関わった選手は1997年ドラフト会議で4位指名した小林幹英（現・広島3軍投手コーチ）。小林を担当した苑田の随行輔佐として関わった。その後も酒井大輔、河内貴哉、栗原健太など苑田担当の獲得案件に関り経験を積んだ。
白武自身のスカウト担当地区である中四国エリアでは、中田廉、塹江敦哉、藤井皓哉（現ソフトバンク）、アドゥワ誠、中村奨成などの獲得に携わった。

## エピソード
広島カープ「一」の伝説の酒豪で有名であったとも云われる。
広島現役時代の飲み仲間は川口和久、川端順、金石昭人。白武も加えてカープ伝説級の酒豪グループだったと各人が回顧する。
広島時代の白武は高木豊（大洋）が特に苦手にしていた投手であった（対戦打率.147）。
大学時代、野球部のハードワークの旁ら生活費を捻出するため学生寮食堂でアルバイトに勤しんでいた。毎朝600人分の丼飯を作り、シュートピッチャーであった自分の手首の鍛錬になったと述懐している。。
白武のスカウト就任を球団に推したのは苑田聡彦であった。苑田は、白武の「野球への姿勢」「年下も見下さない人間性」「大学時代、家計を思い部活とアルバイトを苦労して両立させた自立心」に注目し、「こういう人にスカウトをやって欲しい」と評価していた。

## 詳細情報

### 年度別投手成績
| 年 度      | 球 団      | 登 板 | 先 発 | 完 投 | 完 封 | 無 四 球 | 勝 利 | 敗 戦 | セ 丨 ブ | ホ 丨 ル ド | 勝 率 | 打 者 | 投 球 回 | 被 安 打 | 被 本 塁 打 | 与 四 球 | 敬 遠 | 与 死 球 | 奪 三 振 | 暴 投 | ボ 丨 ク | 失 点 | 自 責 点 | 防 御 率 | W H I P |
| ---------- | ---------- | ----- | ----- | ----- | ----- | -------- | ----- | ----- | -------- | ----------- | ----- | ----- | -------- | -------- | ----------- | -------- | ----- | -------- | -------- | ----- | -------- | ----- | -------- | -------- | ------- |
| 1983       | 広島       | 13    | 4     | 1     | 0     | 0        | 2     | 2     | 0        | --          | .500  | 137   | 30.2     | 29       | 6           | 20       | 0     | 0        | 27       | 0     | 0        | 22    | 20       | 5.87     | 1.60    |
| 1984       | 広島       | 2     | 0     | 0     | 0     | 0        | 0     | 0     | 0        | --          | ----  | 24    | 5.1      | 7        | 1           | 4        | 0     | 0        | 5        | 0     | 0        | 5     | 5        | 8.44     | 2.06    |
| 1985       | 広島       | 10    | 1     | 1     | 0     | 0        | 1     | 1     | 1        | --          | .500  | 123   | 29.2     | 26       | 3           | 13       | 0     | 0        | 28       | 0     | 0        | 12    | 12       | 3.64     | 1.31    |
| 1986       | 広島       | 24    | 17    | 1     | 0     | 1        | 4     | 6     | 0        | --          | .400  | 450   | 109.2    | 98       | 18          | 34       | 6     | 1        | 123      | 3     | 0        | 48    | 46       | 3.78     | 1.20    |
| 1987       | 広島       | 35    | 14    | 2     | 1     | 0        | 5     | 4     | 1        | --          | .556  | 411   | 102.1    | 92       | 16          | 28       | 1     | 0        | 86       | 2     | 0        | 43    | 42       | 3.69     | 1.17    |
| 1988       | 広島       | 24    | 15    | 3     | 1     | 0        | 5     | 4     | 0        | --          | .556  | 448   | 109.0    | 85       | 10          | 40       | 1     | 3        | 109      | 1     | 0        | 39    | 35       | 2.89     | 1.15    |
| 1989       | 広島       | 23    | 17    | 3     | 1     | 0        | 4     | 5     | 0        | --          | .444  | 471   | 112.1    | 94       | 9           | 38       | 4     | 2        | 106      | 2     | 0        | 47    | 44       | 3.53     | 1.18    |
| 1990       | ロッテ     | 26    | 4     | 1     | 0     | 0        | 10    | 4     | 3        | --          | .714  | 329   | 81.0     | 68       | 9           | 27       | 2     | 1        | 62       | 3     | 0        | 37    | 30       | 3.33     | 1.17    |
| 1991       | ロッテ     | 37    | 4     | 0     | 0     | 0        | 1     | 6     | 8        | --          | .143  | 363   | 80.1     | 91       | 3           | 40       | 3     | 1        | 59       | 4     | 1        | 46    | 41       | 4.59     | 1.63    |
| 1992       | ロッテ     | 38    | 1     | 0     | 0     | 0        | 6     | 3     | 0        | --          | .667  | 263   | 61.1     | 64       | 8           | 23       | 2     | 0        | 51       | 2     | 0        | 33    | 31       | 4.55     | 1.42    |
| 1993       | ロッテ     | 24    | 7     | 0     | 0     | 0        | 1     | 2     | 0        | --          | .333  | 279   | 62.1     | 71       | 8           | 27       | 0     | 1        | 42       | 3     | 0        | 38    | 34       | 4.91     | 1.57    |
| 1996       | 広島       | 26    | 0     | 0     | 0     | 0        | 0     | 2     | 0        | --          | .000  | 135   | 29.2     | 36       | 4           | 12       | 0     | 1        | 18       | 0     | 0        | 21    | 12       | 3.64     | 1.62    |
| 通算：12年 | 通算：12年 | 282   | 84    | 12    | 3     | 1        | 39    | 39    | 13       | --          | .500  | 3433  | 813.2    | 761      | 95          | 306      | 19    | 10       | 716      | 20    | 1        | 391   | 352      | 3.89     | 1.31    |

- 各年度の太字はリーグ最高

### 記録
初記録
- 初登板：1983年4月12日、対阪神タイガース戦（広島市民球場）、2回表から救援登板、1回1/3を6失点
- 初完投・初勝利：1983年5月2日、対ヤクルトスワローズ戦（広島市民球場）、被安打4 奪三振7 四死球4
- 初完封：1987年4月17日、対読売ジャイアンツ戦（後楽園球場）、被安打5 奪三振5 四死球1

その他の記録
- オールスターゲーム出場：1回 （1990年）

### 背番号
- 18 （1983年 - 1989年）
- 20 （1990年 - 1995年）
- 43 （1996年）